# Gesetz über die Einziehung volks- und staatsfeindlichen Vermögens

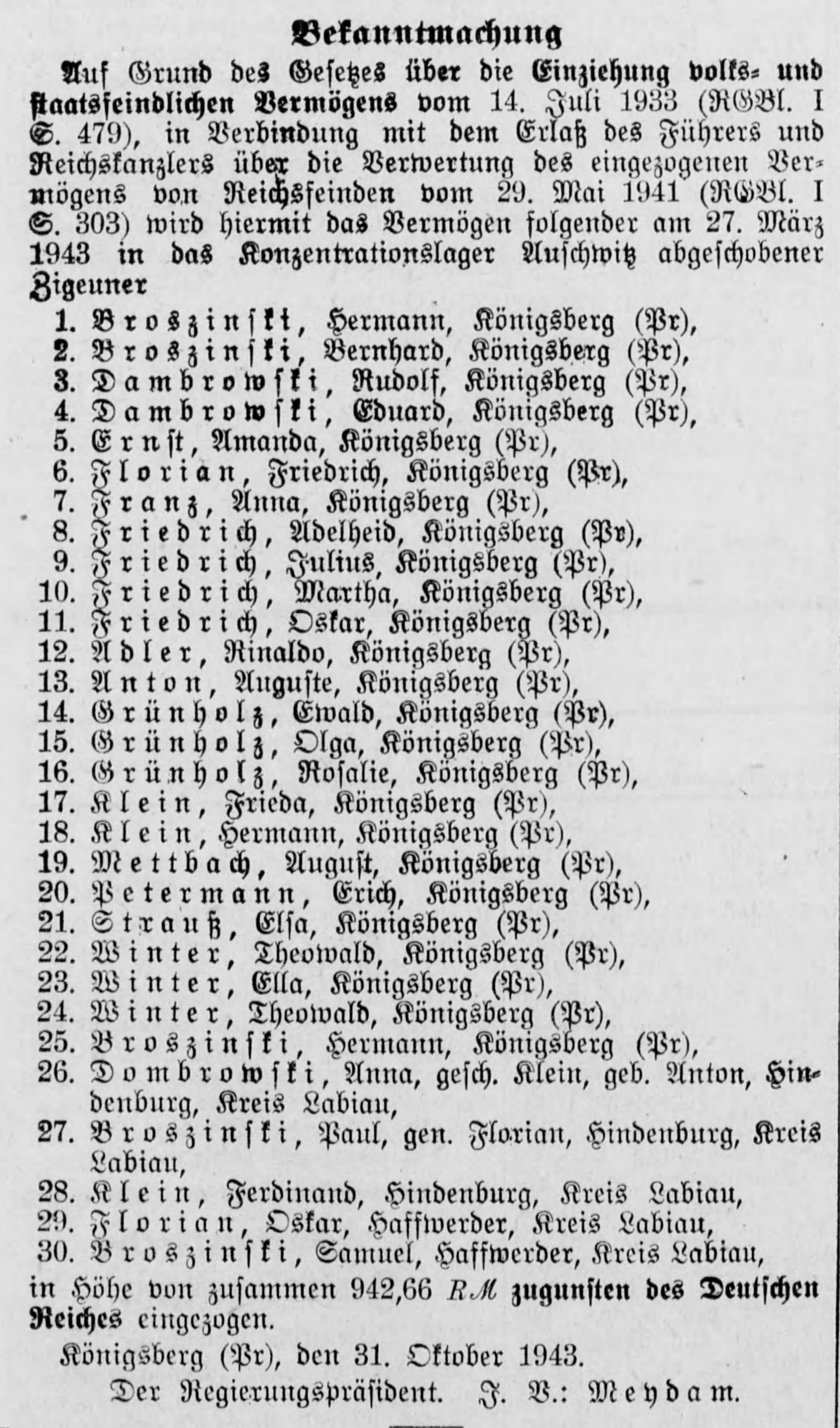
Anwendung durch Regierungsdirektor Georg Meydam infolge der Einweisung von 30 Personen aus dem Regierungsbezirk Königsberg ins Zigeunerlager Auschwitz. Reichsanzeiger, 16. November 1943

Das Gesetz über die Einziehung volks- und staatsfeindlichen Vermögens wurde am 14. Juli 1933 von der Reichsregierung (kraft Ermächtigungsgesetzes) beschlossen, um „sozialdemokratischen Umtrieben dienendes Vermögen einer staatsfeindlichen Verwendung auf Dauer zu entziehen“ (Reichsgesetzblatt 1933  I S. 479).
Das Gesetz schrieb vor, dass entsprechend dem am 26. Mai 1933 beschlossenen Gesetz über die Einziehung kommunistischen Vermögens (Reichsgesetzblatt 1933 I S. 293) ebenso volks- und staatsfeindliches Vermögen einzuziehen war. Als volksfeindlich galten – wie zuvor die Kommunistische Partei Deutschlands – nunmehr auch  die Sozialdemokratische Partei Deutschlands und ihre Hilfs- und Ersatzorganisationen sowie Sachen und Rechte, die zur Förderung marxistischer oder anderer, nach Feststellung des Reichsministers des Innern volks- und staatsfeindlicher Bestrebungen gebraucht oder bestimmt waren.
Entschädigung für eingezogene Gegenstände sahen beide Gesetze nicht vor, es sei denn, es handelte sich um Anrechte Dritter, denen Bestrebungen im Sinne des Gesetzes nicht nachzuweisen waren.

## Anwendung für jüdisches Vermögen
Bei den ersten Deportationen vor dem 25. November 1941 und denen ins Ghetto Theresienstadt  wurde unter anderem auch auf dieses Gesetz zurückgegriffen. Die im Sammellager festgehaltenen Juden erhielten vom Gerichtsvollzieher eine förmliche Verfügung ausgehändigt, durch die ihr gesamtes Vermögen eingezogen wurde. In einer solchen Verfügung heißt es:
„Auf Grund des § 1 des Gesetzes über den Einzug kommunistischen Vermögens vom 26. Mai 1933 … in Verbindung mit dem Gesetz über den Einzug volks- und staatsfeindlichen Vermögens vom 14. Juli 1933 […] wird in Verbindung mit dem Erlass des Führers und Reichskanzlers über die Verwertung des eingezogenen Vermögens von Reichsfeinden vom 29. Mai 1941 (RGBl 1941 I, 303) das gesamte Vermögen entzogen der Jüdin XY …“
Aus dem Wortlaut dieser genannten Gesetze und Erlasse lässt sich ein Vermögensentzug nicht unmittelbar ableiten. Nur wenn das jüdische Vermögen pauschal als „volks- und staatsfeindlich“ gilt und Juden zu Reichsfeinden erklärt werden, ist diese Konstruktion möglich. 
Bei anderen Transportzielen war die Einzelfallentscheidung nicht erforderlich, weil beim Überschreiten der deutschen Staatsgrenze die 11. Verordnung zum Reichsbürgergesetz griff, die den Entzug der Staatsangehörigkeit und zugleich den Verfall des Vermögens vorschrieb. Da viele Deportationszüge ins Generalgouvernement, ins Reichskommissariat Ostland oder das Reichskommissariat Ukraine führen sollten, die reichsrechtlich nicht als Ausland galten, wurden diese Zielgebiete durch Runderlass des Reichsministers des Innern vom 3. Dezember 1941 als „Ausland im Sinne der Elften Verordnung“ eingestuft.

## Außerkraftsetzung
Dieses Gesetz wurde aufgehoben durch bzw. infolge der Wiederzulassung der Sozialdemokratischen Partei Deutschlands durch Gesetze der Zonenbefehlshaber im Juli 1945.